# 佐藤進 (軍医)

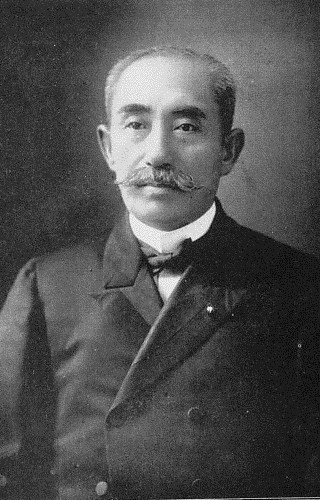
佐藤進

佐藤 進（さとう すすむ、1845年12月23日〈弘化2年11月25日〉 - 1921年〈大正10年〉7月25日）は、幕末から明治にかけての医師、医学者、日本陸軍軍医、順天堂医院院長。最終階級は陸軍軍医総監（中将相当官）。男爵。医学博士。

## 経歴
常陸国太田内堀（現：茨城県常陸太田市内堀町）で醸造業を営む高和清兵衛の長男として生まれる。佐倉順天堂に入り、その堂主であり叔母の夫である佐藤尚中の養嗣子となる。戊辰戦争では奥州に出張し、白河、三春で新政府軍の病院頭取を務めた。
明治2年（1869年）、明治政府発行の海外渡航免状第1号を得てドイツに留学。ベルリン大学医学部で学び、1874年（明治7年）にアジア人として初の医学士の学位を取得し帰国。順天堂医院で医療と医学教育に従事した。
1877年（明治10年）、西南戦争が勃発すると陸軍軍医監に任じられ、陸軍臨時病院長として大阪に出張した。1879年（明治12年）10月、陸軍本病院長に就任。1880年（明治13年）に陸軍を辞め、順天堂の経営に専念した。
日清戦争が始まると再び軍医監に任じられ、広島予備病院長に就任。1895年（明治28年）3月24日、講和交渉で来日していた李鴻章が下関で小山豊太郎に狙撃され負傷した際には、その治療に当たった。日露戦争では三度、軍医監に任じられ、広島予備病院御用掛に就任し、休日返上でその職務を遂行した。1905年（明治38年）12月30日、後備役に編入。1910年（明治43年）4月1日に退役した。
1907年（明治40年）9月21日、日露戦争の功により男爵に叙爵し華族となる。1909年（明治42年）、順天堂医院院長の職に留まるが順天堂の運営を養子の佐藤達次郎に任せ、母の実家のある茨城県行方郡麻生町（現：行方市麻生）に移り余生を送った。
1919年に妻の佐藤志津が没し、志津の後任として女子美術学校の第3代校長となった。
1921年に75歳で死去。

## 栄典
位階
- 1891年（明治24年）9月12日 - 従四位[3]

勲章等
- 1885年（明治18年）11月19日 - 勲三等旭日中綬章[4]
- 1895年（明治28年）8月20日 - 勲二等瑞宝章[5]
- 1906年（明治39年）4月1日 - 旭日重光章・明治三十七八年従軍記章[6]
- 1907年（明治40年）9月21日 - 男爵 [7]
- 1909年（明治42年）4月18日 - 皇太子渡韓記念章[8]

外国勲章佩用允許
- 1895年（明治28年）8月6日 - 大清帝国：第二等第二双竜宝星[9]

## 著作

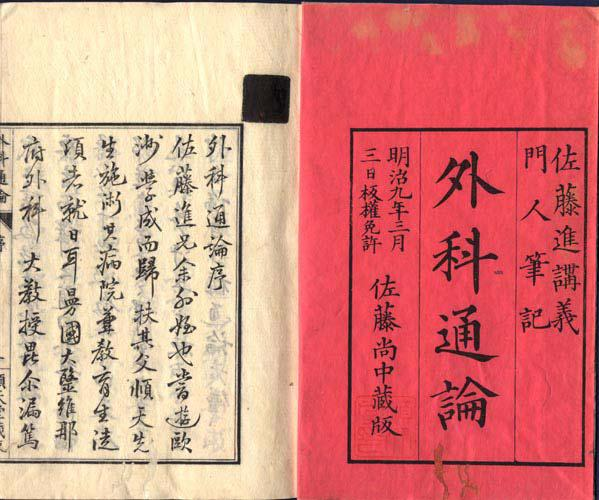
外科通論

### 単著
- 『外科通論』 巻之1-巻之25、島村利助、1876年3月-1880年1月。 NCID BA39071893。全国書誌番号:40057908。
- 『外科各論』 巻之1-巻之18、佐藤進、1880年10月-1886年5月。 NCID BA35421789。全国書誌番号:40057847。
- 白井俊一編 編『日露戦役医談』山内英之助、1906年3月。全国書誌番号:40056170。
- 『水戸義公伝』博文館、1911年8月。 NCID BN12275089。全国書誌番号:40018678。

### 校閲
- 鈴木祐一『義手足纂論』鈴木祐一、1902年7月。 NCID BB25192740。全国書誌番号:40057826。

## 親族
- 養祖父 佐藤泰然
- 養父 佐藤尚中
- 妻 佐藤志津 ‐ 尚中の長女・女子美術学校校長。
- 長男・佐藤昇
- 養子・なつ ‐ 建築家・真水英夫の妻。
- 養子・きく ‐ 医師・田中苗太郎の妻。
- 養子・きよ ‐ 西村喜三郎（喜作）の妻
- 養子・八千代 ‐ 昇の長女。三宅秀・藤夫婦の養女。黒田善治の二男・忠雄とともに佐藤達次郎の夫婦養子となる。
- 養子 佐藤恒久
- 養子 佐藤梅尾（養父の四女・佐藤恒久の妻）
- 養子 佐藤達次郎 貴族院議員
- 養弟・佐藤佐 ‐ 尚中の婿養子。大日本薬局方調査会委員
- 義弟・三宅秀 ‐ 尚中の娘婿。
- 義弟・今泉嘉一郎 ‐ 尚中の娘婿。
- 義弟・佐藤百太郎 ‐ 尚中の長男。

## ギャラリー

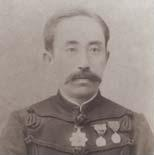
軍服を着用した佐藤進